# Дыбцын, Александр Александрович
Александр Александрович Дыбцын (1915—1992) — директор Архангельского целлюлозно-бумажного комбината, директор / генеральный директор Котласского целлюлозно-бумажного комбината в 1966—1987 годах; Герой Социалистического Труда.

## Биография
Родился 17 (30) октября 1915 года в городе Переславле-Залесском. Окончил Свердловский энергетический техникум.
Распределён мастером на целлюлозный завод в город Туринск Свердловской области, где проработал 14 лет, став директором завода. В 1956 году окончил с отличием Уральский лесотехнический институт. После этого назначен директором Архангельского целлюлозно-бумажного комбината. Некоторое время был заместителем начальника управления целлюлозно-бумажной промышленности Северо-Западного Совета народного хозяйства.
В 1966—1987 годах работал директором Котласского целлюлозно-бумажного комбината в городе Коряжма Архангельской области. Внёс значительный вклад в совершенствование производства. Избирался делегатом XXV съезда КПСС, членом Архангельского областного комитета КПСС.
Указом Президиума Верховного Совета СССР от 4 марта 1976 года Дыбцыну Александру Александровичу присвоено звание Героя Социалистического Труда с вручением ордена Ленина и золотой медали «Серп и Молот». В 1982 году за разработку новых высокопроизводительных технологий производства бумаги и картона на основе использования древесины лиственных пород он был удостоен Государственной премии СССР. Помимо указанного награждён орденами Ленина, Октябрьской Революции, Трудового Красного Знамени, Дружбы народов, медалями, а также четырьмя золотыми и одной бронзовой медалями главного комитета ВДНХ СССР. Заслуженный работник лесной промышленности РСФСР. Почётный гражданин города Коряжмы.
Умер 22 августа 1992 года. Похоронен на городском кладбище Коряжмы.

## Память
Решением городской Думы Коряжмы улица Комбинатская переименована в улицу Дыбцына. На доме, где проживал Александр Александрович, установлена мемориальная доска. В 2015 году мемориальная доска установлена на фасаде здания Котласского ЦБК в Коряжме.